# Luci Rosci Fabat
Luci Rosci Fabat (en llatí Lucius Roscius Fabatus) va ser un militar romà del segle i aC. Era un dels legats de Juli Cèsar a la Gàl·lia. Formava part de la gens Ròscia, una antiga gens romana d'origen plebeu.
Va comandar la Legió XIII Gemina sobre el Baix Rin a l'hivern de l'any 54 aC, època en la qual Ambiòrix va fer revoltar a eburons i nervis que van atacar les casernes dels romans, però les seves tropes no es van veure afectades per aquests atacs, ja que el seu territori va quedar tranquil.
L'any 49 aC va ser pretor i Gneu Pompeu el va enviar de Roma a Ariminium amb propostes conciliadores, i Cèsar li va fer contrapropostes que van entregar a Pompeu i als cònsols a Càpua. Els partidaris de Pompeu que volien una reconciliació amb Cèsar el van enviar en una segona missió per veure si arribaven a acords. Es va entrevistar amb Luci Juli Cèsar a Minturnae on segurament va comunicar les propostes de Juli Cèsar el 22 de gener del 49 aC, que després van transmetre a Pompeu a Teanum.
Va morir en combat el 14 o 15 d'abril de l'any 43 aC a la primera de les batalles de la Guerra de Mutina, entre Marc Antoni i les legions del senat.